# Convertisseur SEPIC

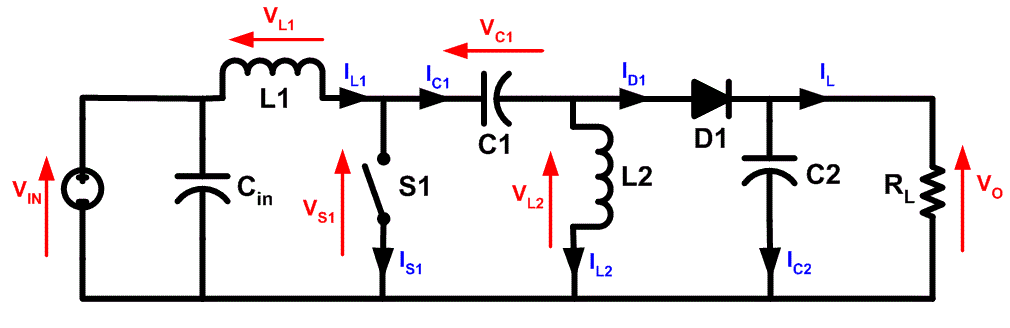
Figure 1 : Schéma de base d'un convertisseur SEPIC

Un  convertisseur SEPIC (acronyme de single ended primary inductor converter) est une alimentation à découpage convertissant une tension continue en une autre tension continue, de valeur différente (plus faible ou plus grande). La valeur de la tension de sortie dépend du rapport cyclique de fermeture de l'interrupteur (transistor). Cette relation peut s'exprimer de la façon suivante :
{\displaystyle {\frac {V_{o}}{V_{i}}}={\frac {\alpha }{1-\alpha }}}
Ce montage a été mis au point par Slobodan Ćuk à la fin des années 1970. Il est habituellement utilisé pour la charge des accumulateurs.
À la différence du convertisseur Ćuk qui est alimenté par une source de courant et qui alimente une source de courant, le convertisseur SEPIC est alimenté par une source de tension mais, grâce à l'inversion de l'inductance et de la diode, peut alimenter une source de tension.
Il est également possible de remplacer les deux inductances L1 et L2 par deux inductances couplées sur le même circuit magnétique.